# Pettibone
Pettibone is een plaats (city) in de Amerikaanse staat North Dakota, en valt bestuurlijk gezien onder Kidder County.

## Demografie
Bij de volkstelling in 2000 werd het aantal inwoners vastgesteld op 88.
In 2006 is het aantal inwoners door het United States Census Bureau geschat op 76, een daling van 12 (-13,6%).

## Geografie
Volgens het United States Census Bureau beslaat de plaats een oppervlakte van
0,5 km², geheel bestaande uit land. Pettibone ligt op ongeveer 563 m boven zeeniveau.

## Plaatsen in de nabije omgeving
De onderstaande figuur toont nabijgelegen plaatsen in een straal van 36 km rond Pettibone.